# Bangalore Warhawks
I Bangalore Warhawks sono stati una squadra di football americano di Bangalore, in India, fondata nel 2011.

## Dettaglio stagioni

### Tornei nazionali

#### Campionato

##### EFLI
| Stagione | regular season | regular season | regular season | regular season | regular season | regular season | playoff | playoff | playoff | playoff | playoff | playoff    | playoff         |
|          | Vin            | Par            | Per            | Tot            | PF             | PS             | Vin     | Per     | Tot     | PF      | PS      | risultato  | avversaria      |
| -------- | -------------- | -------------- | -------------- | -------------- | -------------- | -------------- | ------- | ------- | ------- | ------- | ------- | ---------- | --------------- |
| 2012     | 4              | 0              | 2              | 6              | 84             | 44             | 0       | 1       | 1       | 14      | 22      | Semifinale | Delhi Defenders |
| Totale   | 4              | 0              | 2              | 6              | 84             | 44             | 0       | 1       | 1       | 14      | 22      |            |                 |

Fonti: Enciclopedia del Football - A cura di Roberto Mezzetti

### Riepilogo fasi finali disputate
| Anno            | Luogo | Evento | Fase del torneo | Incontro                             | Risultato    |
| 3 novembre 2012 |       | EFLI   | Semifinale      | Delhi Defenders - Bangalore Warhawks | 22 - 14 o.t. |